# Lennart Larsson (sciatore)
Lennart Larsson (Granbergsträsk, 7 febbraio 1930 – Skellefteå, 26 marzo 2021) è stato un fondista svedese.

## Palmarès

### Olimpiadi invernali
- Bronzo a Cortina d'Ampezzo 1956 nella staffetta 4x10 km.

### Mondiali
- Oro a Lahti 1958 nella staffetta 4x10 km.